# Marcos Giron
Pour les articles homonymes, voir Giron.
Marcos Giron, né le 24 juillet 1993 à Thousand Oaks, est un joueur de tennis américain, professionnel depuis 2014.

## Carrière
Marcos Giron passe professionnel en 2014 après avoir été sacré champion NCAA en simple représentant l'UCLA. Il est invité à disputer l'US Open et s'incline au premier tour contre John Isner.
Il subit une opération à la hanche droite en décembre 2015 et une autre à la hanche gauche en février 2016, ce qui l'oblige à se tenir éloigné du circuit pendant 8 mois.
Sa carrière se débloque en 2019 lorsqu'il remporte le Challenger d'Orlando début janvier puis atteint le 3e tour à Indian Wells en battant Jérémy Chardy et Alex De Minaur. En fin de saison, il est finaliste à New Haven et s'adjuge le tournoi de Houston contre Ivo Karlović après avoir sauvé six balles de match. Il gagne près de 200 places en une année.
En 2020, il se distingue avec des victoires sur David Goffin à Anvers et Matteo Berrettini à Bercy. En 2021, il accède au 3e tour des Internationaux de France, profitant de l'abandon de Grigor Dimitrov au premier tour. Quart de finaliste de l'ATP 500 de Halle, il passe ensuite un tour à Wimbledon puis se voit sélectionné pour les Jeux olympiques à Tokyo où il perd au second tour contre Kei Nishikori.
En octobre 2023 il écarte son troisième joueur du top 10 en carrière à Tokyo, Casper Ruud (6-3, 6-4) après avoir sorti le local Yoshihito Nishioka (7-6, 4-6, 6-1). Il continue sa route en éliminant le Canadien Félix Auger-Aliassime (6-1, 6-4) avant de perdre de justesse contre le futur vainqueur du tournoi, son jeune compatriote Ben Shelton, auteur quelques mois plus tôt de sa première demi-finale en Grand Chelem à l'US Open (7-6, 6-7, 4-6).
Début février 2024, il dispute sa seconde finale ATP à Dallas, après avoir éliminé ses compatriote Nicolas Moreno de Alboran (6-1, 6-4) et Frances Tiafoe sur le même score, tête de série numéro une du tournoi, ainsi que l'Australien Max Purcell (6-4, 6-3) et le Français Adrian Mannarino à qui il ne laisse que quatre jeux (6-1, 6-3). Contre un troisième Américain, Tommy Paul, il s'incline en finale (6-7, 7-5, 3-6).
En juillet 2024, il remporte son premier titre ATP à Newport en battant d'abord Benoît Paire (4-6, 7-5, 6-4) dans un match se disputant sur deux jours, puis sort sans sourciller le qualifié Alex Bolt (6-4, 6-1). Il résiste à son compatriote Christopher Eubanks (6-4, 3-6, 6-2) pour disputer sa deuxième finale de l'année contre son jeune compatriote Alex Michelsen, déjà finaliste l'année passée ici-meme. Après avoir perdu la première manche, il renverse le cours du jeu pour s'offrit son premier titre en carrière (6-7, 6-3, 7-5) à trente ans.

## Palmarès

### Titre en simple messieurs
| No | Date       | Nom et lieu du tournoi             | Catégorie | Dotation  | Surface      | Finaliste      | Score          |          |
| -- | ---------- | ---------------------------------- | --------- | --------- | ------------ | -------------- | -------------- | -------- |
| 1  | 15-07-2024 | Infosys Hall of Fame Open, Newport | ATP 250   | 661 585 $ | Gazon (ext.) | Alex Michelsen | 64-7, 6-3, 7-5 | Parcours |

### Finales en simple messieurs
| No | Date       | Nom et lieu du tournoi    | Catégorie | Dotation  | Surface    | Vainqueur         | Score          |          |
| -- | ---------- | ------------------------- | --------- | --------- | ---------- | ----------------- | -------------- | -------- |
| 1  | 19-09-2022 | San Diego Open, San Diego | ATP 250   | 612 000 $ | Dur (ext.) | Brandon Nakashima | 6-4, 6-4       | Parcours |
| 2  | 05-02-2024 | Dallas Open, Dallas       | ATP 250   | 756 020 $ | Dur (int.) | Tommy Paul        | 7-63, 5-7, 6-3 | Parcours |

## Parcours dans les tournois duGrand Chelem

### En simple
| Année | Open d'Australie | Open d'Australie | Internationaux de France | Internationaux de France | Wimbledon       | Wimbledon        | US Open         | US Open              |
| ----- | ---------------- | ---------------- | ------------------------ | ------------------------ | --------------- | ---------------- | --------------- | -------------------- |
| 2014  | —                | —                | —                        | —                        | —               | —                | 1er tour (1/64) | John Isner           |
|       |                  |                  |                          |                          |                 |                  |                 |                      |
| 2019  | —                | —                | —                        | —                        | 1er tour (1/64) | Feliciano López  | 1er tour (1/64) | Yoshihito Nishioka   |
| 2020  | 1er tour (1/64)  | P. Kohlschreiber | 2e tour (1/32)           | Thiago Monteiro          | Annulé          | Annulé           | 2e tour (1/32)  | Filip Krajinović     |
| 2021  | 1er tour (1/64)  | Alexander Zverev | 3e tour (1/16)           | Cristian Garín           | 2e tour (1/32)  | Hubert Hurkacz   | 2e tour (1/32)  | Daniel Evans         |
| 2022  | 1er tour (1/64)  | Rafael Nadal     | 1er tour (1/64)          | Grigor Dimitrov          | 2e tour (1/32)  | Alex Molčan      | 1er tour (1/64) | Frances Tiafoe       |
| 2023  | 1er tour (1/64)  | Daniil Medvedev  | 3e tour (1/16)           | Nicolás Jarry            | 2e tour (1/32)  | Márton Fucsovics | 1er tour (1/64) | A. Davidovich Fokina |
| 2024  | 1er tour (1/64)  | Jack Draper      | 1er tour (1/64)          | Jozef Kovalík            | 2e tour (1/32)  | Alexander Zverev | 1er tour (1/64) | Alex de Minaur       |
| 2025  | 3e tour (1/16)   | Jannik Sinner    | 1er tour (1/64)          | Tallon Griekspoor        | 2e tour (1/32)  | Jakub Menšík     |                 |                      |

N.B. : à droite du résultat se trouve le nom de l'ultime adversaire.

### En double messieurs
| Année | Open d'Australie                                                                      | Open d'Australie                                                                   | Internationaux de France                                                                       | Internationaux de France                                                                     | Wimbledon | Wimbledon                                                                            | US Open                                                                        | US Open |
| ----- | ------------------------------------------------------------------------------------- | ---------------------------------------------------------------------------------- | ---------------------------------------------------------------------------------------------- | -------------------------------------------------------------------------------------------- | --------- | ------------------------------------------------------------------------------------ | ------------------------------------------------------------------------------ | ------- |
| 2014  | —                                                                                     | —                                                                                  | —                                                                                              | —                                                                                            | —         | —                                                                                    | 1er tour (1/32) K. King \|\| style="text-align:left;" \| D. Lajović João Sousa |         |
|       |                                                                                       |                                                                                    |                                                                                                |                                                                                              |           |                                                                                      |                                                                                |         |
| 2021  | 1er tour (1/32) C. Norrie \|\| style="text-align:left;" \| J. Murray B. Soares        | —                                                                                  | —                                                                                              | —                                                                                            | —         | 1er tour (1/32) A. Göransson \|\| style="text-align:left;" \| F. Nielsen V. Pospisil |                                                                                |         |
| 2022  | 1/8 de finale Kwon S.-w. \|\| style="text-align:left;" \| W. Koolhof N. Skupski       | 1er tour (1/32) Kwon S.-w. \|\| style="text-align:left;" \| R. Ram J. Salisbury    | 1er tour (1/32) J. Duckworth \|\| style="text-align:left;" \| A. Nedovyesov A.-U.-H. Qureshi   | 1er tour (1/32) M. McDonald \|\| style="text-align:left;" \| K. Krawietz A. Mies             |           |                                                                                      |                                                                                |         |
| 2023  | 1er tour (1/32) C. Lestienne \|\| style="text-align:left;" \| Rajeev Ram J. Salisbury | 2e tour (1/16) M. McDonald \|\| style="text-align:left;" \| M. González A. Molteni | 1er tour (1/32) B. van de Zandschulp \|\| style="text-align:left;" \| R. Galloway Lloyd Harris | —                                                                                            | —         |                                                                                      |                                                                                |         |
| 2024  | 1er tour (1/32) Kwon S.-w. \|\| style="text-align:left;" \| K. Krawietz Tim Pütz      | 1er tour (1/32) C. Lestienne \|\| style="text-align:left;" \| C. Eubanks Evan King | 1er tour (1/32) A. Michelsen \|\| style="text-align:left;" \| N. Lammons J. Withrow            | 1er tour (1/32) B. van de Zandschulp \|\| style="text-align:left;" \| M. Purcell J. Thompson |           |                                                                                      |                                                                                |         |

N.B. : le nom du partenaire se trouve sous le résultat ; les noms des ultimes adversaires se trouvent à droite.

## Parcours dans lesMasters 1000
| Année | Indian Wells           | Miami                 | Monte-Carlo            | Madrid                | Rome                   | Canada                | Cincinnati          | Shanghai          | Paris                   |
| ----- | ---------------------- | --------------------- | ---------------------- | --------------------- | ---------------------- | --------------------- | ------------------- | ----------------- | ----------------------- |
| 2019  | 3e tour M. Raonic      | —                     | —                      | —                     | —                      | —                     | —                   | —                 | —                       |
| 2020  | n.o.                   | n.o.                  | n.o.                   | n.o.                  | —                      | n.o.                  | 2e tour D. Medvedev | n.o.              | 1/8 de finale M. Raonic |
| 2021  | 2e tour F. Krajinović  | 2e tour T. Fritz      | —                      | 2e tour D. Thiem      | —                      | —                     | 1er tour A. Bublik  | n.o.              | 1/8 de finale C. Ruud   |
| 2022  | 1er tour L. Musetti    | 1er tour M. Fucsovics | 1er tour A. Davidovich | —                     | 1/8 de finale F. Auger | 1er tour R. Bautista  | 2e tour R. Bautista | n.o.              | —                       |
| 2023  | 2e tour F. Tiafoe      | 1er tour C. Garín     | —                      | 2e tour S. Báez       | 1er tour R. Safiullin  | 1/8 de finale T. Paul | —                   | 2e tour J. Sinner | 1er tour U. Humbert     |
| 2024  | 1er tour T. Kokkinakis | 1er tour D. Köpfer    | 1er tour Zhang Z.      | 1er tour M. Purcell   | 2e tour A. Rublev      | 1er tour J. Duckworth | 1er tour S. Báez    | 3e tour D. Goffin | 2e tour U. Humbert      |
| 2025  | 1/8 de finale A. Fils  | 1er tour J. Thompson  | 2e tour J. Draper      | 2e tour M. Berrettini | 3e tour H. Hurkacz     | 1er tour A. Mannarino | 1er tour A. Blockx  |                   |                         |

N.B. : sous le résultat se trouve le nom de l’ultime adversaire.

## Victoires sur le top 10
Toutes ses victoires sur des joueurs classés dans le top 10 de l'ATP lors de la rencontre.
| Légende      |
| Grand Chelem |
| Masters 1000 |
| 500 Series   |
| 250 Series   |

| # | M.G.  | Tournoi      | Année | Surface      | Adversaire        | Rang  | Tour | Score          |
| - | ----- | ------------ | ----- | ------------ | ----------------- | ----- | ---- | -------------- |
| 1 | no 91 | Paris-Bercy  | 2020  | Dur (int.)   | Matteo Berrettini | no 10 | 1/16 | 7-63, 6-7, 7-5 |
| 2 | no 70 | Toronto      | 2023  | Dur          | Holger Rune       | no 6  | 1/16 | 6-2, 4-6, 6-3  |
| 3 | no 79 | Tokyo        | 2023  | Dur          | Casper Ruud       | no 8  | 1/8  | 6-3, 6-4       |
| 4 | no 53 | Halle        | 2024  | Gazon        | Andrey Rublev     | no 6  | 1/16 | 6-4, 7-65      |
| 5 | no 48 | Indian Wells | 2025  | Dur          | Casper Ruud       | no 5  | 1/32 | 7-64, 3-6, 6-2 |
| 6 | no 45 | Rome         | 2025  | Terre battue | Taylor Fritz      | no 4  | 1/32 | 7-64, 7-63     |

## Classements ATP en fin de saison
| Année          | 2010 | 2011 | 2012 | 2013 | 2014 | 2015 | 2016 | 2017 | 2018 | 2019 | 2020 | 2021 | 2022 | 2023 | 2024 |
| Rang en simple | 1217 | 1284 | 1433 | 561  | 414  | 472  | 578  | 292  | 357  | 102  | 73   | 65   | 61   | 60   | 46   |
| Rang en double | –    | –    | 1500 | 607  | 1270 | 632  | –    | 382  | 655  | 219  | 620  | 1053 | 204  | 248  | –    |

Source : (en) Classements de Marcos Giron sur le site officiel de la Fédération internationale de tennis